# Astegopteryx glandulosa
Astegopteryx glandulosa är en insektsart. Astegopteryx glandulosa ingår i släktet Astegopteryx och familjen långrörsbladlöss. Inga underarter finns listade i Catalogue of Life.